# Do Palūreh
Do Palūreh (persiska: دُپلورِه, دوپَلورِه, دو پلوره, Doplūreh, دُو پَلورِه) är en ort i Iran.   Den ligger i provinsen Kurdistan, i den nordvästra delen av landet, 500 km väster om huvudstaden Teheran. Do Palūreh ligger 1 649 meter över havet och antalet invånare är 212.
Terrängen runt Do Palūreh är huvudsakligen kuperad, men norrut är den bergig. Do Palūreh ligger nere i en dal. Runt Do Palūreh är det ganska tätbefolkat, med 60 invånare per kvadratkilometer. Närmaste större samhälle är Rasheh Deh, 18,6 km söder om Do Palūreh. Trakten runt Do Palūreh består i huvudsak av gräsmarker.